# Rajd Safari 1980
Rajd Safari 1980 (28. Marlboro Safari Rally) – rajd samochodowy rozgrywany w Kenii od 3 do 7 kwietnia 1980 roku. Była to czwarta runda Rajdowych Mistrzostw Świata w roku 1980. Rajd był rozegrany na szutrze.

## Wyniki końcowe rajdu[1]
| Pierwsza dziesiątka | Pierwsza dziesiątka | Pierwsza dziesiątka | Pierwsza dziesiątka                       | Pierwsza dziesiątka | Pierwsza dziesiątka | Pierwsza dziesiątka | Pierwsza dziesiątka |
| Msc.                | Nr. sam.            | Kierowca            | Samochód                                  | Grupa               | Czas                | Str.                | Punkty              |
| Msc.                | Nr. sam.            | Pilot               | Zespół                                    | Kategoria           |                     | Str.                | Punkty              |
| ------------------- | ------------------- | ------------------- | ----------------------------------------- | ------------------- | ------------------- | ------------------- | ------------------- |
| 1.                  | 1                   | Shekhar Mehta       | Datsun 160J                               | 2                   | 3:27                | 0.00                | 20                  |
| 1.                  | 1                   | Mike Doughty        | D.T. Dobie & Co Kenya Ltd. / Team Datsun  | 3/4                 | 3:27                | =                   | 20                  |
| 2.                  | 10                  | Rauno Aaltonen      | Datsun 160J                               | 2                   | 4:02                | + 0:35              | 15                  |
| 2.                  | 10                  | Lofty Drews         | D.T. Dobie & Co Kenya Ltd. / Team Datsun  | 3/4                 | 4:02                | + 0:35              | 15                  |
| 3.                  | 15                  | Vic Preston Jr.     | Mercedes 450 SLC 5.0                      | 4                   | 5:07                | + 1:40              | 12                  |
| 3.                  | 15                  | John Lyall          | D.T. Dobie & Co Kenya Ltd. / Daimler-Benz | 4                   | 5:07                | + 1:05              | 12                  |
| 4.                  | 14                  | Mike Kirkland       | Datsun 160J                               | 2                   | 5:45                | + 2:18              | 15                  |
| 4.                  | 14                  | Dave Haworth        | D.T. Dobie & Co Kenya Ltd. / Team Datsun  | 3/4                 | 5:45                | + 0:38              | 15                  |
| 5.                  | 2                   | Jean-Pierre Nicolas | Opel Ascona 400                           | 4                   | 6:41                | + 3:14              | 8                   |
| 5.                  | 2                   | Henry Liddon        | Opel Euro Händler Team                    | 4                   | 6:41                | + 0:56              | 8                   |
| 6.                  | 5                   | Andrew Cowan        | Mercedes 450 SLC 5.0                      | 4                   | 7:03                | + 3:36              | 6                   |
| 6.                  | 5                   | Klaus Kaiser        | D.T. Dobie & Co Kenya Ltd. / Daimler-Benz | 4                   | 7:03                | + 0:22              | 6                   |
| 7.                  | 9                   | Yoshio Iwashita     | Datsun Silvia S110                        | 2                   | 7:15                | + 3:48              | 4                   |
| 7.                  | 9                   | Yoshimasa Nakahara  | Yoshio Iwashita                           | 3/4                 | 7:15                | + 0:12              | 4                   |
| 8.                  | 12                  | Johnny Hellier      | Datsun 160J                               | 2                   | 7:20                | + 3:53              | 3                   |
| 8.                  | 12                  | Chris Bates         | Johnny Hellier                            | 3/4                 | 7:20                | + 0:05              | 3                   |
| 9.                  | 6                   | Jochi Kleint        | Opel Ascona 400                           | 4                   | 7:22                | + 3:55              | 2                   |
| 9.                  | 6                   | Gunter Wanger       | Opel Euro Händler Team                    | 4                   | 7:22                | + 0:02              | 2                   |
| 10.                 | 3                   | Björn Waldegård     | Mercedes 450 SLC 5.0                      | 4                   | 7:33                | + 4:06              | 1                   |
| 10.                 | 3                   | Hans Thorszelius    | D.T. Dobie & Co Kenya Ltd. / Daimler-Benz | 4                   | 7:33                | + 0:11              | 1                   |

## Klasyfikacja po 4 rundach

### Kierowcy
|    | Msc. | Kierowca         | Pkt. |
| -- | ---- | ---------------- | ---- |
| =  | 1    | Walter Röhrl     | 40   |
| =  | 2    | Björn Waldegård  | 35   |
| =  | 3    | Anders Kulläng   | 30   |
| 21 | 4    | Shekhar Mehta    | 20   |
| 1  | 5    | Bernard Darniche | 15   |

### Producenci
|   | Msc. | Producent     | Pkt. |
| - | ---- | ------------- | ---- |
| = | 1    | Fiat          | 36   |
| 4 | 2    | Mercedes-Benz | 29   |
| 4 | 3    | Opel          | 25   |
| 2 | 4    | Ford          | 20   |
| 6 | 5    | Datsun        | 18   |